# Harald Feller
Pour les articles homonymes, voir Feller.
Harald Feller (né le 14 janvier 1913 et mort le 28 décembre 2003) est un diplomate suisse et Juste parmi les nations. 
Il est en poste à Budapest lors de la Seconde Guerre mondiale et aide le vice-consul Carl Lutz dans son opération de sauvetage de plusieurs milliers de Juifs hongrois.

## Biographie
Harald Feller est issu d'une famille bourgeoise de la ville de Berne. Harald Feller est fils de l'historien suisse Richard Feller (de), professeur d'histoire à l'Université de Berne. Alors qu'il ambitionne d'être metteur en scène, son père le contraint à étudier droit et obtient son brevet d'avocat. Lors de ses études, il entre dans la Société suisse des étudiants de Zofingue.
Il arrive à Budapest un an après Carl Lutz. Il est deuxième secrétaire de légation à Budapest alors que les Croix fléchées prennent le pouvoir en Hongrie en octobre 1944. Face aux tirs d'obus qui tombent autour de la légation suisse (vu sa proximité avec le quartier général de la Waffen-SS et de la Wehrmacht à Budapest), demande à Berne de le rappeler en Suisse, ce que la Centrale accepte le 1er décembre. Harald Feller ainsi le nouveau chargé d'affaires a.i. (alors seulement âgé de 31 ans). Parfois au péril de sa vie, il aide le vice-consul à sauver le plus de Juifs possible, même si au niveau protocolaire (en tant que deuxième secrétaire de légation), il fait figure de diplomate de troisième rang. Il réussit toutefois à lier des contacts avec les Croix fléchées, alors que la Suisse ne reconnaît pas le gouvernement putschiste. Il aide à ce titre Vera Rottenberg Liatowitsch, née en août 1944, à quitter la Hongrie.
Le 6 septembre 1999, il reçoit le titre de Juste parmi les nations de Yad Vashem à l'âge de 86 ans,.